# Hans Zollner
Hans Zollner (Ratisbona, Alemania,19 de noviembre de 1966) es un jesuita sacerdote alemán, teólogo y psicólogo, profesor de la Universidad Gregoriana, Director del Instituto de Antropología. Estudios interdisciplinares sobre la dignidad humana y el cuidado de las personas vulnerables de dicha Universidad y uno de los mayores expertos en protección de menores y prevención de abuso sexual.[cita requerida]

## Biografía
Hans Zollner nació en Ratisbona, Alemania, en 1966 y ha sido miembro de la Compañía de Jesús desde 1990. Realizó sus estudios en filosofia y teología en Ratisbona e Innsbruck.  Es doctor en Teología por la Universidad de Innsbruck y se licenció en Psicología en el Instituto de Psicología de la Pontificia Universidad Gregoriana de Roma. Hans Zollner tiene además el título de psicoterapeuta.
Desde 2003 es profesor en el Instituto de Psicología de la Pontificia Universidad Gregoriana. Ha ocupado los cargos de vicerrector académico y decano del Instituto de Psicología de la Gregoriana desde 2010 hasta 2019.
Hans Zollner es considerado uno de los mayores expertos eclesiásticos en materia de prevención de abuso sexual, especialmente en la Iglesia católica. Ha sido miembro de la Comisión Pontificia para la Protección de los Menores desde su creación en 2014. Y su pertenencia fue confirmada el 17 de febrero de 2018. Es actualmente el Director del Instituto de Antropología, Estudios Interdisciplinares sobre la Dignidad Humana y la Atención a las Personas Vulnerables (IADC) de la Gregoriana. El IADC continúa con la labor iniciada en su momento por el Centre for Child Proteccion (CCP) —fundado en Múnich en enero de 2012— que fue transferido a la Gregoriana en febrero de 2015. Entre 2010 y 2011, fue miembro del grupo de trabajo científico de la “Mesa Redonda sobre Abuso infantil” del gobierno alemán.
El 1 de abril de 2017, el Papa Francisco lo nombró consultor de la Congregación para el Clero.
Zollner es también profesor honorario del Departamento de Teología y Religión de la Universidad de Durham (Reino Unido).
Pocos días después de ser nombrado consultor de la Oficina para la Protección de Menores y Personas Vulnerables de la diócesis de Roma, Zollner presentó su dimisión de la Pontificia Comisión para la Protección de Menores, dimisión que fue hecha pública y aceptada el 14 de marzo de 2023.
Hans Zollner ha visitado casi un centenar de países para ofrecer talleres de formación, dirigidos a conferencias episcopales, sobre la necesidad de sensibilizar sobre la protección de los menores, y de establecer medidas para la prevención, detección y resolución de casos de abusos. Ve la protección de menores como una de las tareas fundamentales que la Iglesia católica tiene que llevar en el corazón.

## Publicaciones y referencias
- Artículos y libros de P. Hans Zollner, SJ Archivado el 7 de noviembre de 2020 en Wayback Machine.
- Curriculum Vitae de P. Hans Zollner, SJ Archivado el 7 de noviembre de 2020 en Wayback Machine.
- Kindesschutzmaßnahmen und -konzepte auf Ebene der katholischen Ortskirche: Was passierte in der Weltkirche?
- The Child at the Center: What Can Theology Say in the Face of the Scandals of Abuse?, in: Theological Studies 2019, Vol. 80(3), 692–710; DOI: 10.1177/0040563919856867
- voce “Abuso sessuale di minore”, in: P. BENANTI, F. COMPAGNONI, A. FUMAGALLI, G. PIANA (a cura di), Teologia morale (Dizionari San Paolo), Alba (CN) 2019, 5-13
- Formation of Priests: Assessing the Past, Reflecting on the Present, Imagining the Future, in: DECLAN MARMION, MICHAEL MULLANEY, SALVADOR RYAN (ed.), Models of Priestly Formation. Assessing the Past, Reflecting on the Present, and Imagining the Future, Collegeville/MI 2019, 163-177

  - en español: Formación de Sacerdotes: Evaluar el pasado, reflexionar sobre el presente, imaginar el futuro, in: Razón y Fe, t. 280, nº 1442, pp. 263-277
- Kirchenleitung und Kinderschutz. Theologie im Kontext des Kinderschutzgipfels 2019, in: MATTHIAS REMENYI, THOMAS SCHÄRTL (Hgg.), Nicht ausweichen: Theologie angesichts der Missbrauchskrise, Regensburg 2019, 189-200
- Prävention von Missbrauch Minderjähriger und Schutzbefohlener in der katholischen Kirche. Entwicklungen und Reflexionen, in: Erwachsenenbildung 66 (2020), n. 1, 4-7
- The Spiritual Wounds of Abuse, in: La Civiltà Cattolica - English Edition 1 (2017), 1, 16-26
 Otros idiomas disponibles:
  - „Mein Gott, warum hast du mich verlassen?“ Spiritualität und der Umgang mit Missbrauch, in: Geist und Leben 90 (2017), 167-175

  - “Dios mío, ¿por qué me has abandonado?” Espiritualidad y manejo del abuso a menores, in: Razón y Fe, t. 275, nº 1422 (2017), pp. 323-333

  - “Meu Deus, Porque Me Abandonaste?” Espiritualidade e conduta perante o abuso, in: Brotéria, April 2017, vol. 184, pp. 497-511 

  - «Ma mère, l’Église, m’a abandonné» Aspects spirituels de l’abus et de son déni, in: Christus, Avril 2017, n° 254, pp. 92-100
- Together with BETTINA BÖHM, JÖRG FEGERT, & HUBERT LIEBHARDT, Child Sexual Abuse in the Context of the Roman Catholic Church: A Review of Literature from 1981–2013, in: Journal of Child Sexual Abuse 23 (2014), 635-656; DOI:10.1080/10538712.2014.929607
- Together with CHARLES J. SCICLUNA & DAVID J. AYOTTE (eds.), Toward Healing and Renewal. The 2012 Symposium on the Sexual Abuse of Minors Held at the Pontifical Gregorian University. Editor, English Edition: Timothy J. Costello. New York/ Mahwah (NJ): Paulist Press, 2012 (publicado en 12 idiomas)
- Together with GIOVANNI CUCCI, Church and the Abuse of Minors, Anand/Gujarat (India): Gujarat Sahitya Prakash, 2013 (publicado en 9 idiomas)

### Actividades de presidencia
- Presidente del Comité de organización del simposio “hacia la curación y la renovación” sobre el abuso sexual de menores (Pontificia Universidad Gregoriana, 6-9 de febrero de 2012)[9]
- Presidente del Comité de organización del Congreso “la dignidad del menor en el mundo digital” (Pontificia Universidad Gregoriana, 3-6 de octubre de 2017)[4]
- Coordinador del comité de organización del encuentro de presidents de conferencias episcopales y superiors generals sobre la protección de menores (Ciudad del Vaticano, 21-24 de febrero de 2019)[4]

### Trabajos editoriales
- Editor académico de la revista “Religions” (Basilea/Suiza)[4]
- Miembro del Comité Científico de la revista “Studia Moralia” (Accademica Alfonsiana/Roma)[4]
- Miembro del Comité Científico de “Auribus” – Centro jurídico-canónico para los casos de abuso y violencia (Claretianum/Roma)[4]